# Saint-Bonnet-du-Gard
 Saint-Bonnet-du-Gard  es una población y comuna francesa, situada en la región de Languedoc-Rosellón, departamento de Gard, en el distrito de Nimes y cantón de Aramon.

## Demografía
| 306 | 300 | 316 | 358 | 372 | 579 |
| Para los censos de 1962 a 1999 la población legal corresponde a la población sin duplicidades (Fuente: INSEE [Consultar]) |     |     |     |     |     |